# Golling an der Salzach
Golling an der Salzach ist eine Marktgemeinde im Bundesland Salzburg im Bezirk Hallein in Österreich mit 4464 Einwohnern (Stand 1. Jänner 2024).

## Geografie
Die Gemeinde liegt im Salzachtal im Tennengau im Salzburger Land rund 25 Kilometer südlich von Salzburg.
Es ist die letzte Ortslage, bevor es von Salzburg kommend direkt ins Gebirge geht. Die Lage Gollings am Nordfuß von Hagengebirge und Tennengebirge bringt unbeständige Wetterverhältnisse mit, der Ort wird oft als „Wetterloch“ bezeichnet, weil es hier häufiger regnet als in den nördlichen Nachbargemeinden.

### Nachbargemeinden
|                                         | Kuchl                                       |                                        |
| Schönau am Königssee (Lkr. BGL, BY, DE) | Kompassrose, die auf Nachbargemeinden zeigt | Scheffau am Tennengebirge              |
|                                         | Werfen (Bez. St. Johann/Pongau)             | Pfarrwerfen ∗ (Bez. St. Johann/Pongau) |

∗ Pfarrwerfen grenzt nur in einem Punkt an, in der Ofenrinne beim Hochtörl

### Gemeindegliederung
Das Gemeindegebiet umfasst drei Ortschaften und Katastralgemeinden (in Klammern Einwohnerzahl Stand 1. Jänner 2024):
- Golling an der Salzach (Hauptort) – rechts der Salzach im Norden der Gemeinde (2082)
- Obergäu – der Südosten rechts der Salzach, das Lammertal hinein und zum Pass Lueg (1390)
- Torren – der Südosten links der Salzach bis zum Pass Lueg und das Bluntautal hinein (992)

Obergäu und Torren waren früher eigenständige Gemeinden, wurden aber im Laufe der Zeit an Golling angegliedert. Dabei wurde dann der damalige Ort Golling als Gemeindeteil ortsüblich „Markt“ benannt.

## Geschichte

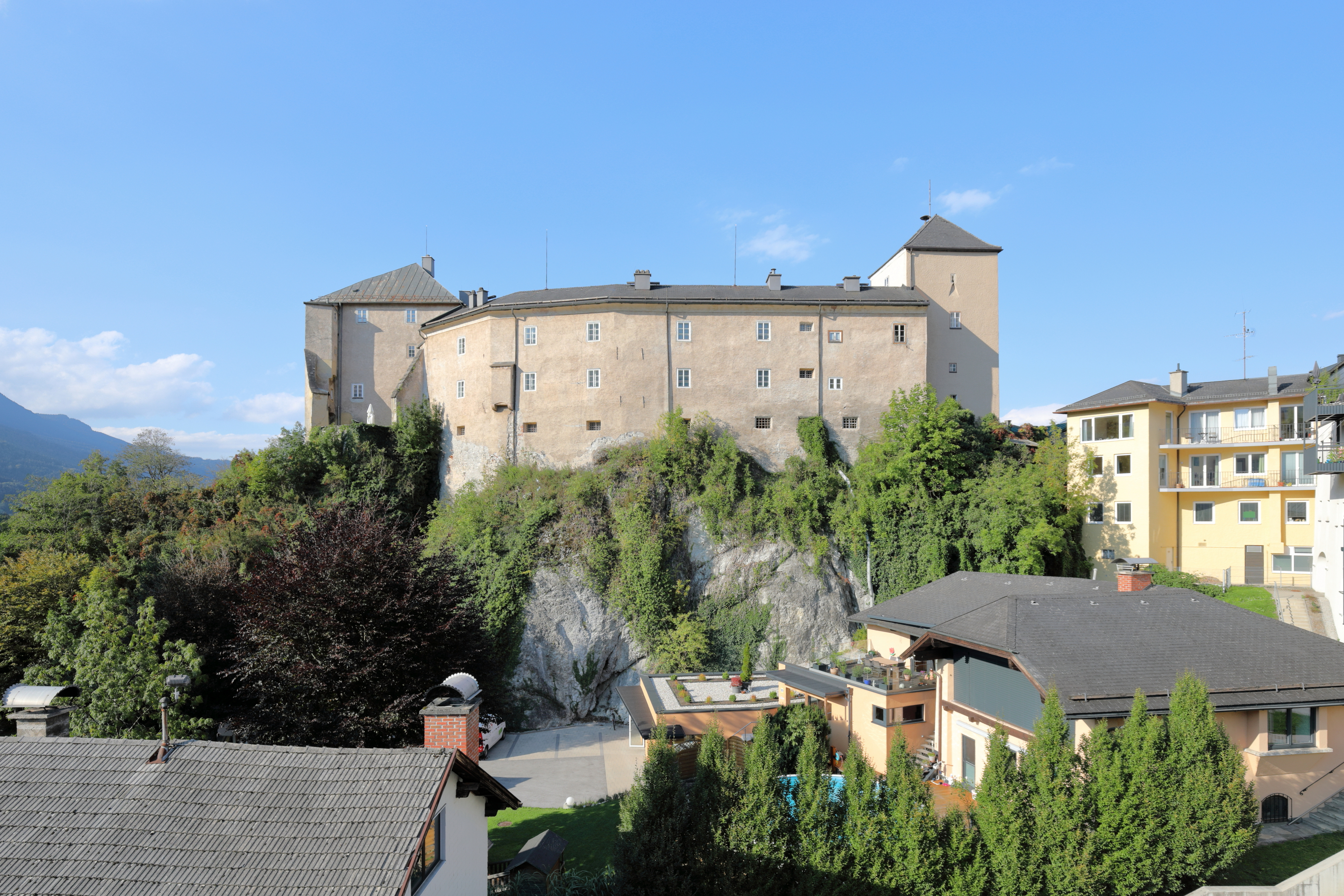
Burg Golling

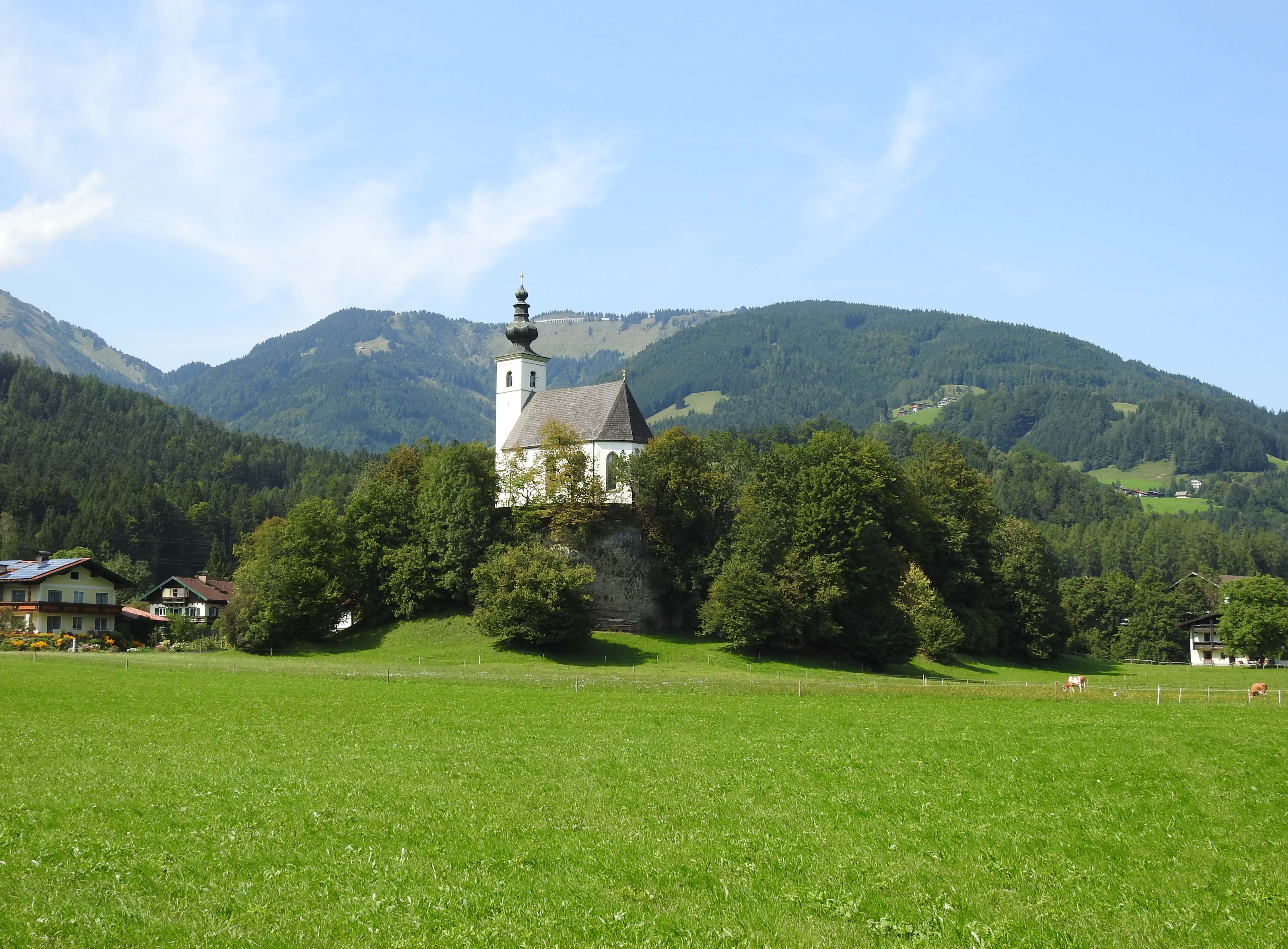
Filialkirche St. Nikolaus mit Hohnenkamm

Im Ortsteil Torren am rund 10 m erhöhten Nikolausberg am Westrand des Salzachtales wurde 1982 ein keltisches Werkzeugdepot aufgefunden, das den Ambisonten zugeordnet wird. Der Nikolausberg, mit einer Ausdehnung von 10 × 120 m und umgeben von Felsabbrüchen weist Siedlungsspuren vom Mesolithikum (Mittelsteinzeit) bis zur Römerzeit auf. Das Depot eines Grobschmiedes aus der Latènezeit wurde durch systematische Grabungen des Heimatmuseums Golling in einer Tiefe von nur 35 cm freigelegt. Ein schwerer Amboss in Pyramidenform und ein kleiner Setzhammer, zwei große Schmiedezangen, eine Herdschaufel, ein Bandeisen und ein Eisenring sowie Schlackefunde belegen die Schmiedewerkstatt. Die Fundobjekte werden heute im Heimatmuseum in der Burg Golling ausgestellt.
Während der Römerzeit befand sich auf dem Hügel, auf dem später die Burg Golling errichtet wurde, ein römischer Wachturm zur Sicherung der Römerstraße Virunum–Iuvavum. Zudem befand sich in der benachbarten und heute zu Kuchl gehörenden Katastralgemeinde Kellau ein römischer Altar sowie eine Villa Rustica.
Der Ortsname wurde zum ersten Mal 1241 als Golingen in einer Urkunde von Erzbischof Eberhard II. erwähnt. Der Name ist auf das romanische Col beziehungsweise Colle (Akkus. Sing. Hügel) zurückzuführen. 1284 erfolgte die erste Nennung von Golling als Marktort. Die Burg Golling war 1438 bis 1803 Sitz eines Salzburger Pflegegerichtes.
1809 gab es Kämpfe der verbündeten Franzosen und Bayern gegen die Österreicher und die Salzburger Landesschützen am Pass Lueg. Von 1810 bis 1816 gehörte der Ort zum Königreich Bayern. 1820 kam es zur Wiedererrichtung des Pfleggerichtes als „K.K. Pfleggericht“. 1896 erfolgte die Gründung des politischen Bezirkes Hallein (Tennengau) und zur Eingliederung Gollings.
Bis Ende Mai 1923 gehörte die Gemeinde zum Gerichtsbezirk Golling, seit dem 1. Juni 1923 ist sie Teil des Gerichtsbezirks Hallein.
Der Name der Marktgemeinde Golling wurde 1951 offiziell zu Golling an der Salzach geändert.

## Politik

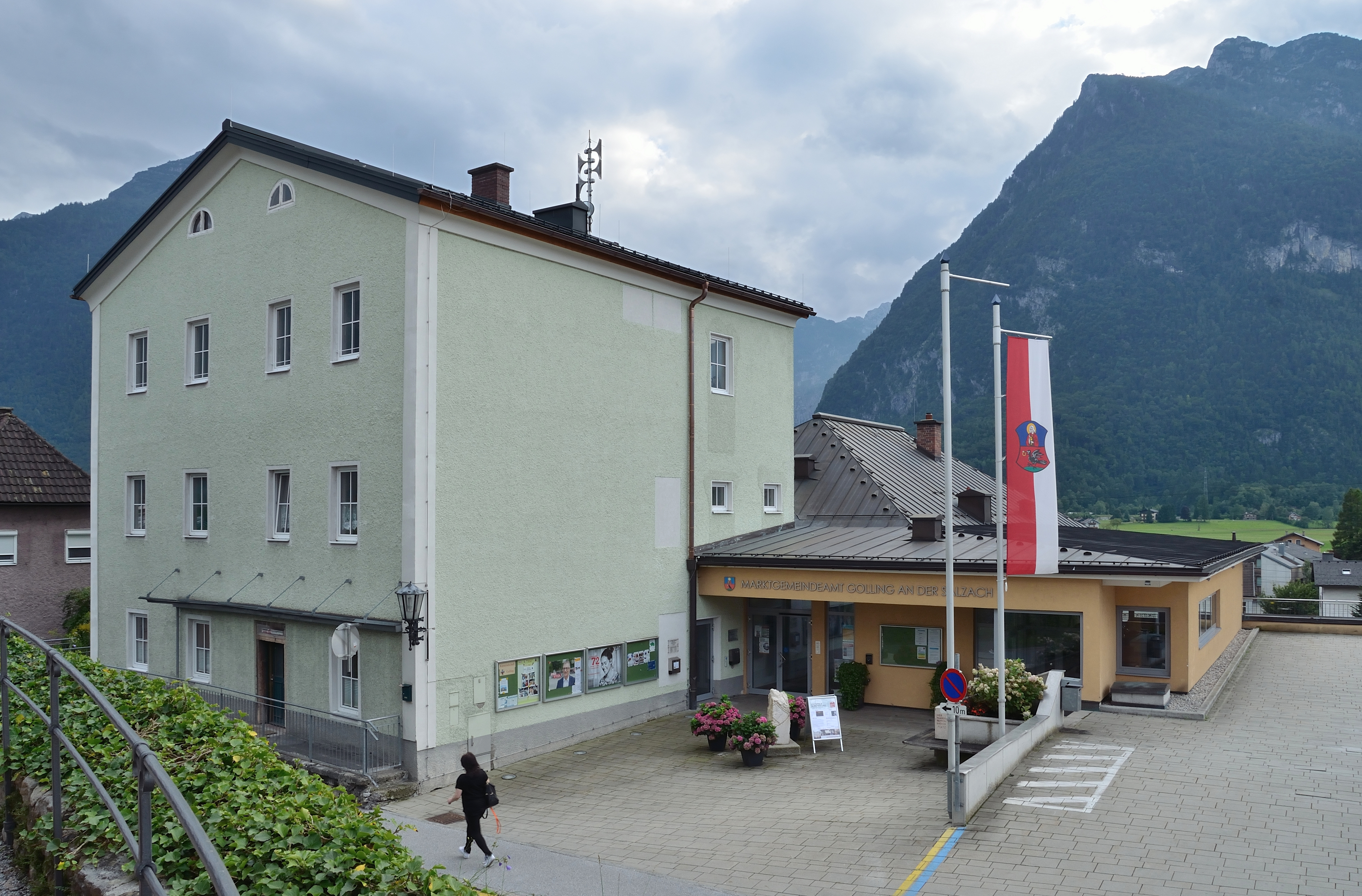
Gemeindeamt der Gemeinde

### Gemeinderat
| Gemeinderatswahl 2024Wahlbeteiligung: 71,4 % 6050403020100 47,5 % (+19,1 %p)41,2 % (−17,4 %p)11,3 % (+5,9 %p)n. k. % (−7,6 %p) SPÖÖVPFPÖFPS20192024 |

Die Gemeindevertretung hat insgesamt 21 Mitglieder.
- Mit den Gemeindevertretungs- und Bürgermeisterwahlen in Salzburg 2004 hatte die Gemeindevertretung folgende Verteilung: 11 ÖVP, 7 SPÖ, und 3 FPÖ.
- Mit den Gemeindevertretungs- und Bürgermeisterwahlen in Salzburg 2009 hatte die Gemeindevertretung folgende Verteilung: 13 ÖVP, 5 SPÖ, und 3 FPÖ.[4]
- Mit den Gemeindevertretungs- und Bürgermeisterwahlen in Salzburg 2014 hatte die Gemeindevertretung folgende Verteilung: 13 ÖVP, 5 SPÖ, und 3 FPÖ.[5]
- Mit den Gemeindevertretungs- und Bürgermeisterwahlen in Salzburg 2019 hatte die Gemeindevertretung folgende Verteilung: 13 ÖVP, 6 SPÖ, 1 FPS, und 1 FPÖ.[6]
- Mit den Gemeindevertretungs- und Bürgermeisterwahlen in Salzburg 2024 hat die Gemeindevertretung folgende Verteilung: 10 SPÖ, 9 ÖVP und 2 FPÖ.[7]

### Bürgermeister
- 1976–1984 Josef Sindelka (SPÖ)[8]
- 1984–2003 Hermann Rettenbacher (ÖVP)[9]
- 2003–2018 Anton Kaufmann (ÖVP)[10][11]
- 2018–2024 Peter Harlander (ÖVP)[10][12]
- seit 2024 Martin Dietrich (SPÖ)[13]

### Wappen
Das Wappen der Gemeinde ist beschrieben:
In geteiltem Schild oben in Blau der nach rechts gewendete Kirchenpatron, Sankt Johann Evangelist in grünem Kleide mit rotem Mantel, aus der Teilungslinie wachsend, mit der linken Hand einen goldenen Kelch haltend, den die rechte segnet; unten in Rot auf grünem Boden ein nach rechts gewendeter schwarzer Rabe, der einen goldenen Ringe im Schnabel hält.
Wie der Rabe in das Wappen kam: „Vor langer Zeit stand auf der Hiasenwand eine Burg. Als die Burgfrau sich wusch, legte sie einen Brillantring auf das Fenstersims. Dabei verschwand der Ring spurlos. Der Kammerdiener wurde verdächtigt, den Ring gestohlen zu haben. Man verurteilte ihn und er wurde später hingerichtet. Ein Schafhirte fand eines Tages den Ring der Burgfrau in einem Rabennest. Seither ist der Rabe mit dem Ring im unteren Teil des Gollinger Wappens abgebildet.“

## Kultur und Sehenswürdigkeiten
- Museum Burg Golling: heimatkundliches Museum mit natur- und kulturhistorischen Sammlungen (Fossilien)
- Thannhauser Bauernmuseum
- Gollinger Wasserfall: Naturdenkmal, zwischen Golling und Kuchl
- Salzachöfen und Pass Lueg, Talengpass der Salzach
- Pfarrkirche Golling an der Salzach
- Wallfahrtskirche zum hl. Nikolaus
- Wallfahrtskirche Maria Brunneck
- Bei Golling befindet sich der Sender Haarberg, der für Radio genutzt wird.

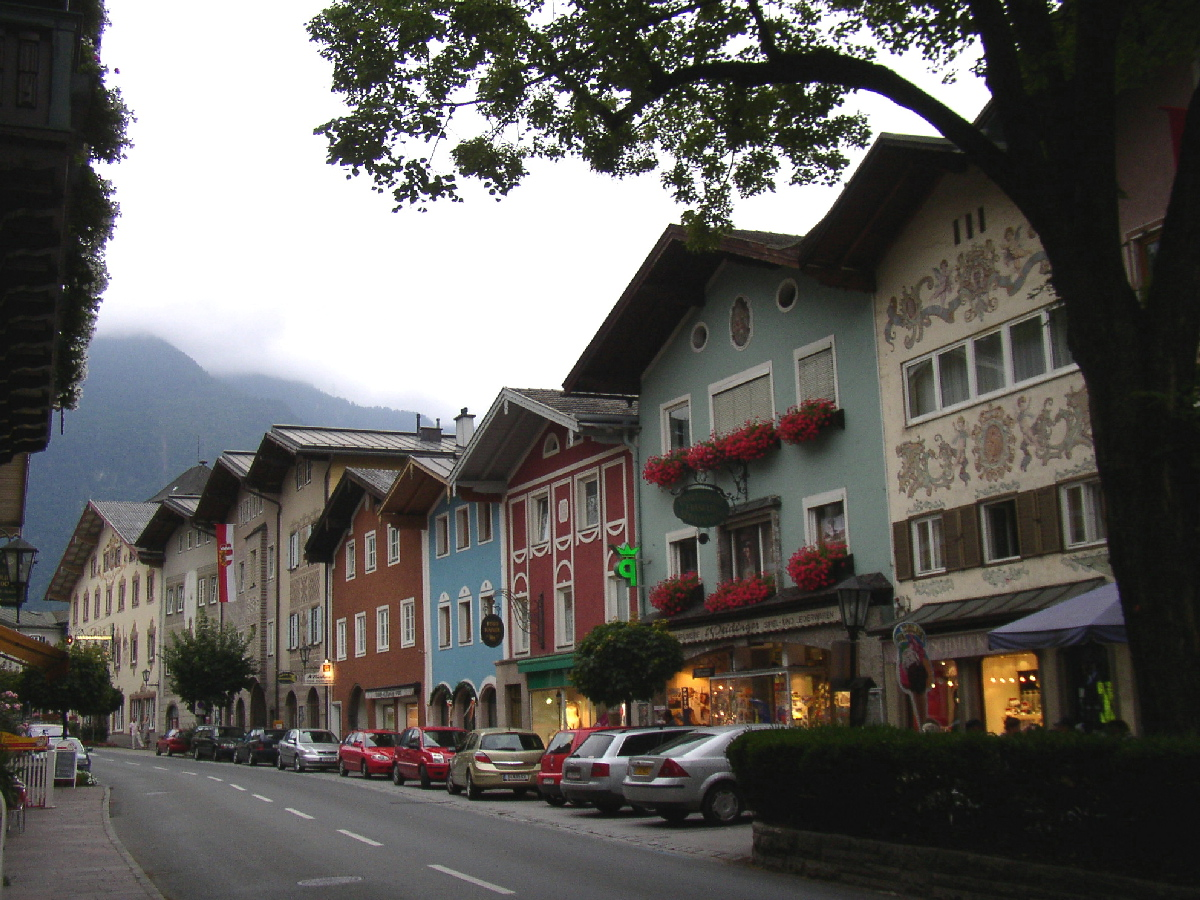
Zentrum von Golling
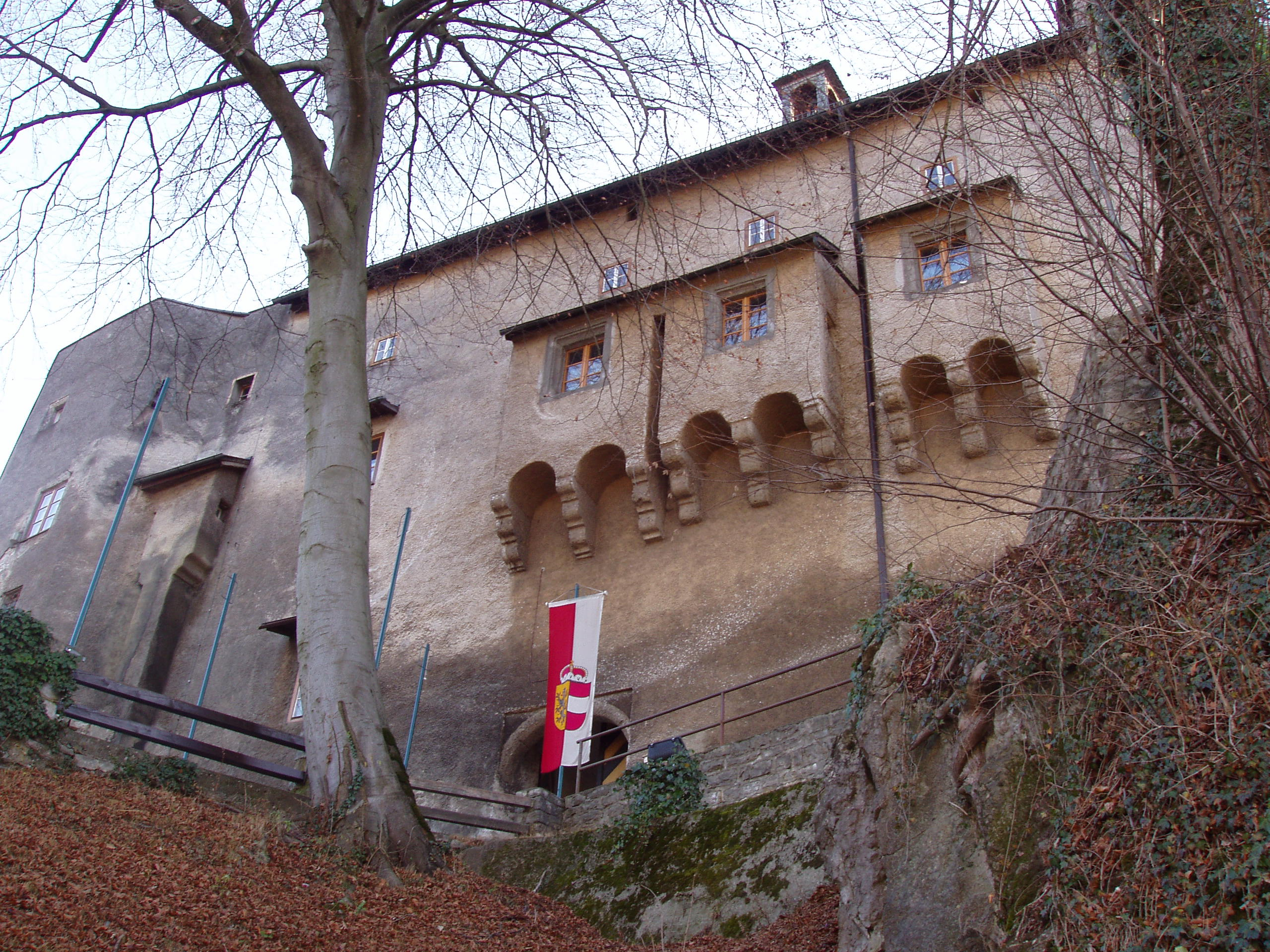
Burg Golling
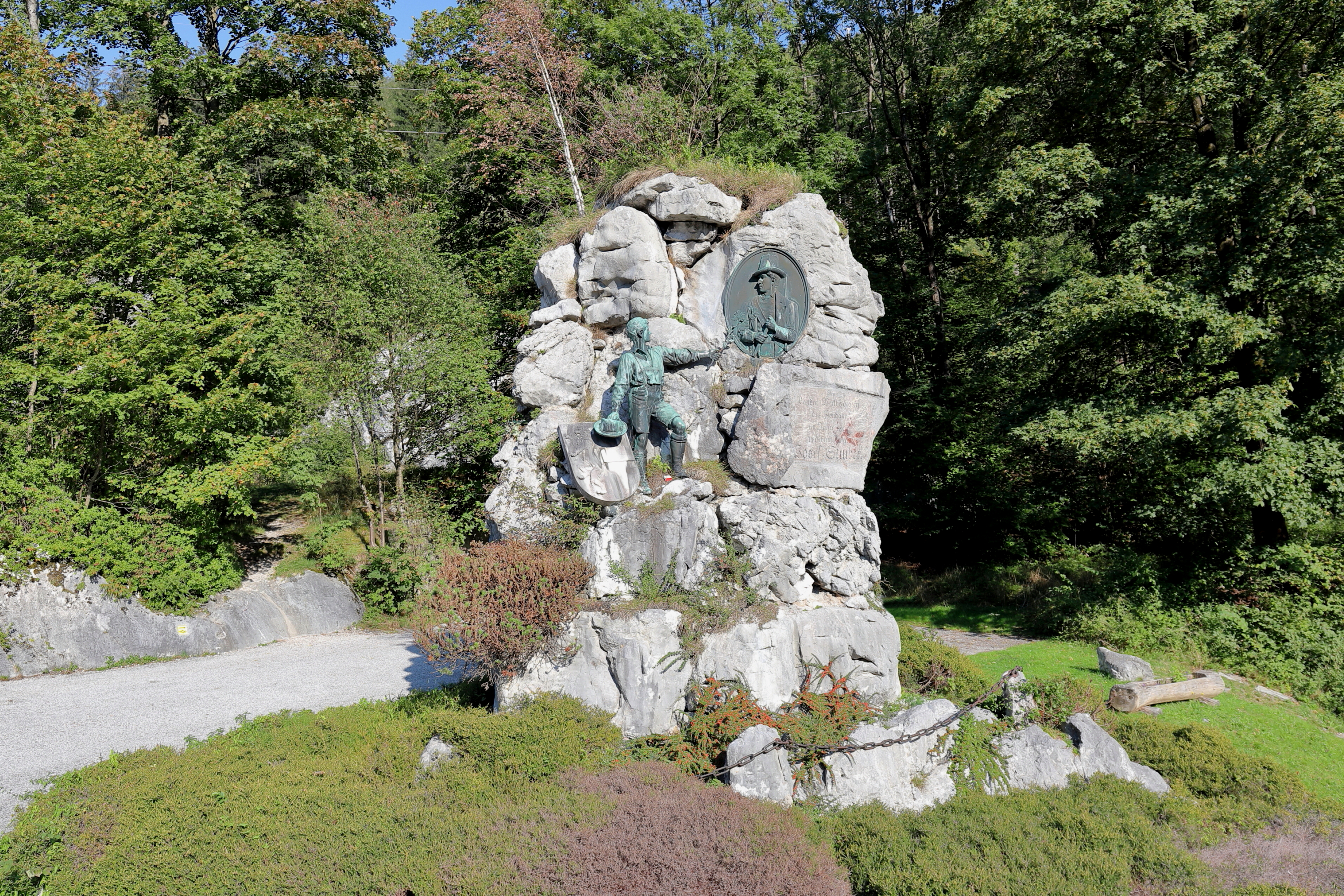
Struber-Denkmal am Pass Lueg
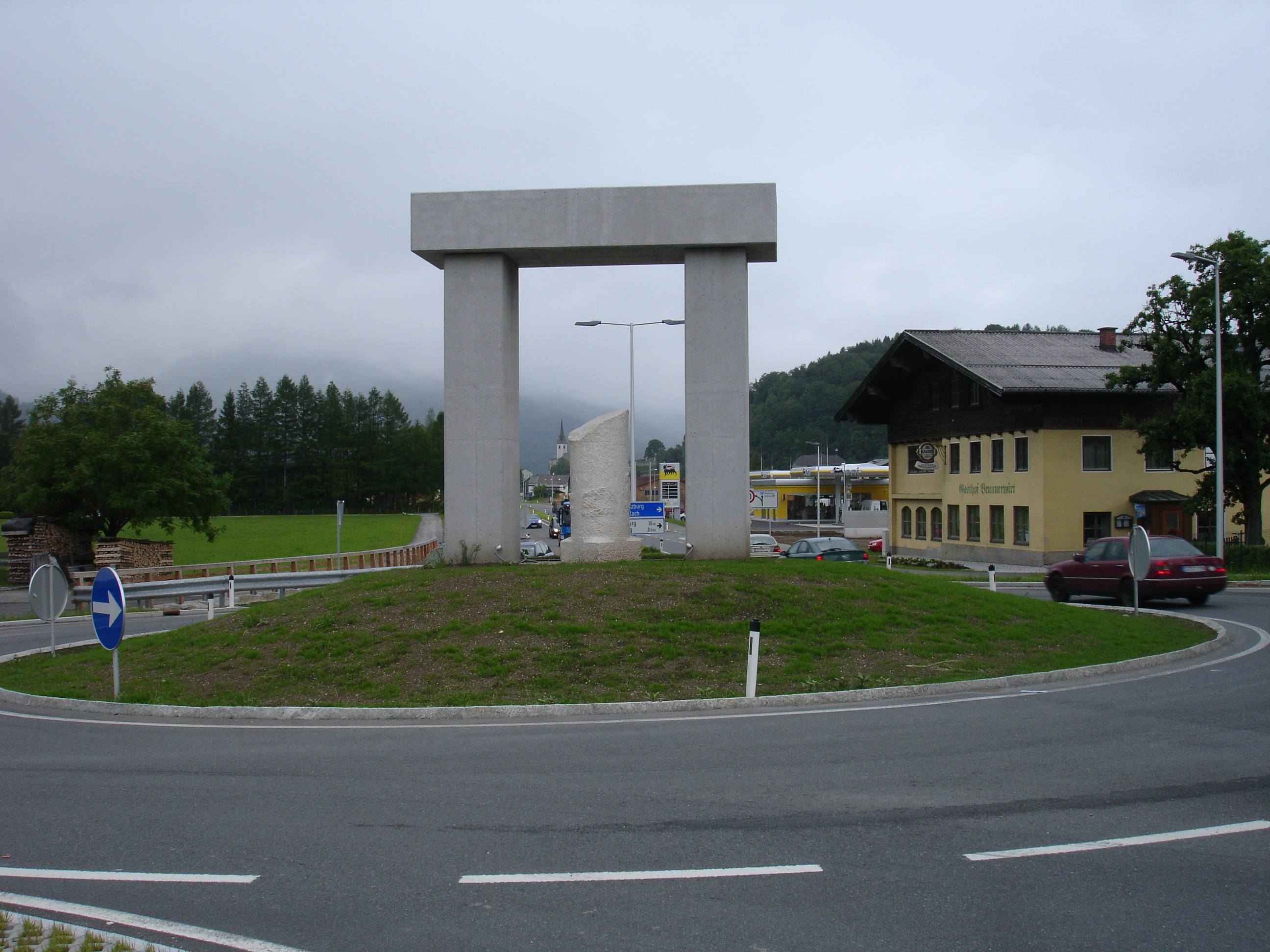
Kreisverkehr (Nikolaus Pfeiffer, Untersberger Marmor)

## Wirtschaft und Infrastruktur

### Wirtschaftssektoren
Rund sechzig Prozent der Flächen wurden von fünf landwirtschaftlichen Betrieben, die von juristischen Personen geleitet wurden, geführt. Je zwanzig Prozent bewirtschafteten 25 Haupt- und 59 Nebenerwerbsbetriebe (Stand 2010). Der größte Arbeitgeber im Produktionssektor ist der Bereich Herstellung von Waren. Er beschäftigt mehr als die Hälfte der 500 Beschäftigten. Im Dienstleistungssektor arbeiten über dreißig Prozent der Erwerbstätigen im Bereich soziale und öffentliche Dienste, jeweils über zwanzig Prozent sind in Beherbergung und Gastronomie sowie im Handel beschäftigt.
| Wirtschaftssektor            | Anzahl Betriebe | Anzahl Betriebe | Erwerbstätige | Erwerbstätige |
| Wirtschaftssektor            | 2011            | 2001            | 2011          | 2001          |
| ---------------------------- | --------------- | --------------- | ------------- | ------------- |
| Land- und Forstwirtschaft 1) | 90              | 94              | 35            | 35            |
| Produktion                   | 53              | 44              | 505           | 537           |
| Dienstleistung               | 246             | 165             | 842           | 783           |

1) Betriebe mit Fläche in den Jahren 2010 und 1999

### Berufspendler
Von den fast 2000 Erwerbstätigen, die im Jahr 2011 in Golling wohnten, arbeitete knapp ein Drittel in der Gemeinde, zwei Drittel pendelten aus. Dafür kamen 760 Menschen aus der Umgebung, um in Golling zu arbeiten.

### Therme
- Aqua Salza: die Wellness-Therme mit Familienbad wurde im November 2008 unter dem neuen Namen eröffnet. Seit 2017 ist die Gemeinde Golling Eigentümer der Therme.[19][20]

### Verkehr
- Bahn: Golling liegt direkt an der Salzburg-Tiroler-Bahn und verfügt über einen eigenen Bahnhof Golling-Abtenau, an dem Fernverkehrszüge (EC, IC, RJ) und Nahverkehrszüge (REX und die Linie S3 der S-Bahn Salzburg) halten.
- Straße: Golling ist über die A 10 Tauernautobahn erreichbar und liegt an den Landesstraßen B 159 und B 162.

### Film
Ein Werbefilm „Golling und Umgebung“ von 1928 ist auf der Website des Tourismusverbands zu sehen. 1955 hielten sich Magda Schneider und Romy Schneider während der Dreharbeiten des Films Die Deutschmeister (Drehort Scheffau am Tennengebirge) in Golling auf. In den 1960er Jahren drehte die Hollywoodproduktion Sound of Music in Golling, die Filialkirche hl. Nikolaus in Torren ist am Beginn des Filmes klar zu erkennen. In der Serie Der Pass sind zahlreiche Drehorte in Golling zu sehen (Gollinger Wasserfall, Bluntauseen, Bluntautal, Straßenzüge …). 

## Persönlichkeiten
- Joseph Mohr (1792–1848), Texter von Stille Nacht, war in Golling von 1820 bis 1821 Priester.
- Hans Christian Andersen (1805–1875) hat den Gollinger Wasserfall besucht und beschrieben.
- Gustav Klimt (1862–1918) hat einen Sommer in Golling verbracht und Gemälde geschaffen.
- Cornelius Flir (1867–1923), Lehrer und Politiker
- Josef Zenzmaier (1933–2023), bedeutende Werke des Bildhauers in Golling
- Helga Besl (* 1942), Obfrau (seit 1991) Tennengauer Kunstkreis[24]
- Rupert Stadler (* 1951), Theologe
- Thomas Hörl (* 1975), Künstler, aufgewachsen in Golling
- Andreas Döllerer (* 1979), Koch im Restaurant und Wirtshaus Döllerer in Golling
- Daniel Limmer (* 1989), Filmemacher, aufgewachsen in Golling